# Konica Minolta Dynax 5D
Dynax 5 α 100
Le Dynax 5D est un appareil photo reflex numérique développé et commercialisé par la firme japonaise Konica Minolta à partir de 2005
L'appareil dispose d'une fonction de stabilisation d'image par déplacement du capteur, héritée du Konica Minolta Dynax 7D. 